# Elsinore (Utah)
Elsinore és una població dels Estats Units a l'estat de Utah. Segons el cens del 2000 tenia 733 habitants.

## Demografia
Segons el cens del 2000, Elsinore tenia 733 habitants, 261 habitatges, i 196 famílies. La densitat de població era de 224,6 habitants per km².
Dels 261 habitatges en un 40,6% hi vivien nens de menys de 18 anys, en un 59,8% hi vivien parelles casades, en un 13% dones solteres, i en un 24,9% no eren unitats familiars. En el 23,4% dels habitatges hi vivien persones soles el 13,4% de les quals corresponia a persones de 65 anys o més que vivien soles. El nombre mitjà de persones vivint en cada habitatge era de 2,81 i el nombre mitjà de persones que vivien en cada família era de 3,33.
Per edats la població es repartia de la següent manera: un 33,4% tenia menys de 18 anys, un 10,4% entre 18 i 24, un 23,2% entre 25 i 44, un 19,6% de 45 a 60 i un 13,4% 65 anys o més.
L'edat mediana era de 30 anys. Per cada 100 dones de 18 o més anys hi havia 85,6 homes.
La renda mediana per habitatge era de 27.917 $ i la renda mediana per família de 36.250 $. Els homes tenien una renda mediana de 30.208 $ mentre que les dones 16.705 $. La renda per capita de la població era de 12.523 $. Entorn del 16,2% de les famílies i el 20,5% de la població estaven per davall del llindar de pobresa.

## Poblacions més properes
El següent diagrama mostra les poblacions més properes.